# Pasir Putih (Syiah Utama)
Pasir Putih is een bestuurslaag in het regentschap Bener Meriah van de provincie Atjeh, Indonesië. Pasir Putih telt 67 inwoners (volkstelling 2010).